# David Perdiguero Márqu
David Perdiguero Márquez (Madrid, 26 de abril de 1974) es un entrenador de fútbol español que actualmente está sin equipo.

## Trayectoria
Nacido en Madrid, Perdiguero trabajó en varios equipos de divisiones inferiores de la Comunidad de Madrid como La Salle Carabanchel, Atlético Aviación, Sur Latina y Aluche, antes de unirse a estructura del CD Leganés en 2015. 
Desde 2015 a 2017, trabajaría en las categorías inferiores del CD Leganés. 
En 2017, ingresa en la cantera del Atlético de Madrid, donde trabajaría desde 2017 a 2019. 
En julio de 2019, tras salir del Atlético de Madrid, fue contratado por la Federación Boliviana de Fútbol para trabajar como entrenador de las Selecciones de fútbol de Bolivia sub-13 y sub-15.
Posteriormente, Perdiguero regresó a España, tras ser nombrado entrenador del Atlético Aluche Club de Fútbol de la Segunda Regional madrileña.
El 22 de julio de 2021, regresó a Bolivia para ser nombrado entrenador del Real Santa Cruz de la Primera División de Bolivia, para sustituir a Néstor Clausen.
El 1 de junio de 2022, firma por el Fútbol Club Universitario de la Primera División de Bolivia. El 20 de agosto de 2022, tras nueve partidos dirigidos, es destituido en el cargo.

## Clubes

### Como entrenador
| Club                                           | País    | Año       |
| ---------------------------------------------- | ------- | --------- |
| CD Leganés Categorías inferiores               | España  | 2015-2017 |
| Atlético de Madrid Categorías inferiores       | España  | 2017-2019 |
| Selección de fútbol de Bolivia Sub-13 y Sub-15 | Bolivia | 2019      |
| Atlético Aluche Club de Fútbol                 | España  | 2020-2021 |
| Real Santa Cruz                                | Bolivia | 2021-2022 |
| Fútbol Club Universitario                      | Bolivia | 2022      |